# Louis Spangenberg
Louis Spangenberg, född den 11 maj 1824 i Hamburg, död den 17 oktober 1893, var en tysk målare, son till Georg August Spangenberg, bror till Gustav Spangenberg.
Spangenberg var till en början arkitekt och järnvägsingenjör, studerade från 1846 landskaps- och arkitekturmåleri på flera ställen i Tyskland samt i Bryssel och Paris. Efter vidsträckta resor slog han sig ned i Berlin 1857. Han målade landskap från Nord-Tyskland (flera i Hamburger Kunsthalle) samt från Grekland och Italien, stiliserade bilder av sträng, allvarlig hållning. I tekniska högskolan i Charlottenburg målade han som väggbilder en serie byggnadsminnen från forntiden. Monumentala landskap utförde han även i Bergakademien i Berlin.